# Augensteinschotter
Als Augenstein-Formation, Augenstein oder Augensteinschotter wird in der Geologie ein mit zwei bis drei Zentimeter großen, runden Quarzen durchsetztes Schotter-Sediment in den Kalkalpen bezeichnet.
Es ist am häufigsten im Dachsteinmassiv zu finden, wo es Teile der Karsthochfläche versiegelt, was zur Bezeichnung „Augenstein-Landschaft“ geführt hat. Sie hat sich früher nach Osten bis fast zur Rax ausgedehnt, Reste treten auch in den Berchtesgadener Alpen, in den Leoganger Steinbergen und im Kaisergebirge zutage.
Das über die Hochfläche verstreute Geröll besteht vorwiegend aus hellen bis trüben Quarzen, die aber verschieden gefärbt sind. Am häufigsten sind sie mit einer gelben Verwitterungskruste überzogen. Daneben treten auch Gerölle aus anderem Material auf, wie Grauwacken-Schiefer, Phyllite und Gneise, sowie rote oder gelbe Sandsteine. Vereinzelt sind kleine Augensteine sogar von jungem Aragonit-Sinter umschlossen, der sich als Spalten- oder Gangfüllung in einzelnen Klüften findet.
Neben den schön gerundeten Steinen, deren Größe schwankt, kommen auch flache Geschiebe vor. Die hellen Quarze und die Hornsteine sind oft gut poliert. Die wasserhellen bis durchscheinenden, hochpolierten Quarze werden von den Einheimischen als „Augensteine“ bezeichnet – weniger aber wegen ihres Aussehens, sondern weil sie als Mittel zur Entfernung von Fremdkörpern aus dem Auge galten. Die meisten Augensteine haben 1–3 cm Durchmesser, doch kommen auch Gerölle von der Größe einer halben Faust vor. Außer diesen losen Augensteinen sind sie häufig als Bestandteil grober Sandsteine oder Konglomerate zu finden.

## Entstehung der „Augenstein-Landschaft“
Vor der Auffaltung der Nördlichen Kalkalpen zum Hochgebirge, die im Miozän erfolgte, waren weite Bereiche der verkarsteten Kalkstöcke in der Osthälfte Österreichs von den Schottern der sogenannten Augensteinlandschaft bedeckt. Beispielsweise bildete sich die Dachstein-Altfläche im späten Eozän (vor etwa 35 Mill. Jahren) als verkarstetes Hügelland und ist bis heute – an der Oberfläche nur wenig umgestaltet – als Hochplateau (z. B. Dachstein und Totes Gebirge) erhalten. Im Oligozän begann die Dachstein-Altfläche abzusinken und wurde über viele Jahrmillionen von mächtig anwachsenden Schottern und Sanden der Augenstein-Formation bedeckt. Das Material dieser Schüttung transportierten die Flüsse des südlich angrenzenden Kristallins der Zentralalpen heran. Diese Versiegelung der ursprünglichen Landschaft durch diese fluviatilen Konglomerate und andere Sedimente ist heute nur noch auf wenigen Restflächen in Form von Quarz-Geröll, Bohnerzen und umgelagerten Rotböden erhalten.
Wie Tübinger Geologen unter Wolfgang Frisch (St. Gilgen) herausfanden, dürften die Augenstein-Sedimente im Dachsteinmassiv über 1300 Meter mächtig gewesen sein, möglicherweise sogar über 2000 Meter mächtig. Ihre Ablagerung endete vor etwa 22 Mill. Jahren (frühes Miozän), weil sich das Herkunftsgebiet der Augenstein-Schotter absenkte und den Lauf der Flüsse veränderte.

## Augenstein-Sedimente im Alpenvorland und im heutigen Karst
Auf den nun ungeschützten Altflächen vom Dachstein nach Osten wurden die losen Sedimente der Augenstein-Landschaft erodiert und nach Norden im Molassebecken umgelagert. In dessen Untergrund bilden sie nun wichtige Speichergesteine für das Grundwasser und zahlreiche Erdöl-Fallen, die vom Mineralölbetrieb der RAG erschlossen werden, aber auch in Sand- und Schottergruben als Massenrohstoff für die Baustoff-Industrie dienen.
Das Karstplateau der „Altflächen“ wurde hingegen im Pannon (vor ~10 Mill. Jahren) in mehreren Schüben gehoben. Ein Teil der Augenstein-Sedimente gelangte durch geologische Störungen in verschiedene Höhlensysteme, wo sie ein Indiz für das Aussehen der früheren Landschaft darstellen. Ihre Erhaltung ist letztlich der Karstentwässerung zu verdanken, doch auch ihrer Einklemmung längs tektonischer Linien. 

Zahlreiche, allerdings lokal begrenzte Vorkommen finden sich auch noch am Dachsteinplateau, deren Augensteine von der Größe einer Erbse bis zu über 10 cm messen können. 

Die Augensteine wurden inzwischen – analog zu seltenen Pflanzen – unter Naturschutz gestellt und ihre Mitnahme untersagt.
Die heutigen Vorkommen der Augensteine sind meist an das Auftreten von Karstklüften und Schloten, eingestürzten Höhlengängen oder an den gelb-roten Verwitterungslehm gebunden. Außer Fundstellen, wo nur wenige Augensteine beisammenliegen, gibt es auch solche mit größerer Ausdehnung (Niederer Gjaidstein, Rumplersee, Roßfeld, Augensteindlgrube oder Feisterscharte), die etwa beim Krippenstein (oberhalb von Hallstatt) bzw. nach Westen am Kreuzkamm enden.